# ساياكا كاندا
ساياكا كاندا (神田沙也加 كاندا ساياكا) هي مطربة وممثلة يابانية ولدت في 1 أكتوبر 1986 في طوكيو, و توفيت في 18 ديسمبر 2021.

## ديسكوغرافيا

### ألبومات
- Doll
- LIBERTY

### أغاني منفردة
- ever since
- garden
- 水色
- 上弦の月

## أدوارها في السينما اليابانية
- وداع كامن رايدر دين-أو: العد التنازلي الأخير - سورا

## أدوارها في الأنمي

### مسلسلات أنمي تلفزيونية
- يا لسيدة النحس! - ناديشيكو أدينوكوجي
- فافنير اللامتناهية - مياكو شينوميا

### أفلام أنمي
- سورد آرت أونلاين: أوردينال سكيل - يونا

## أدوارها في ألعاب الفيديو
- دانغانرونبا V3: كيلينغ هارموني - كايدي أكاماتسو

## أدوارها في الدبلجة اليابانية
- ملكة الثلج - آنا

## وصلات خارجية
- ساياكا كاندا على موقع IMDb (الإنجليزية)
- ساياكا كاندا على موقع ميوزك برينز (الإنجليزية)
- ساياكا كاندا على موقع أول موفي (الإنجليزية)
- ساياكا كاندا على موقع أول ميوزيك (الإنجليزية)
- ساياكا كاندا على موقع ديسكوغز (الإنجليزية)
- ساياكا كاندا على موقع ديسكوغز (الإنجليزية)
- ساياكا كاندا على موقع قاعدة بيانات الفيلم (الإنجليزية)
- ساياكا كاندا على موقع كينوبويسك (الروسية)
- ساياكا كاندا على موقع ANN person (الإنجليزية)